# Sens dessus dessous (film, 1992)
Pour plus de détails, voir Fiche technique et Distribution.
Sens dessus dessous (Πάνω, κάτω και πλαγίως, Pano, kato kai plaghios) est un film grec réalisé par Michael Cacoyannis et sorti en 1992.

## Synopsis
Vingt-quatre heures de la vie d'une femme, de son fils et de leur amant à Athènes où ils croisent marins, voleurs ou drag-queens.

## Fiche technique
- Titre : Sens dessus dessous
- Titre original : Πάνω, κάτω και πλαγίως (Pano, kato kai plaghios)
- Réalisation : Michael Cacoyannis
- Scénario : Michael Cacoyannis
- Direction artistique : Yannis Metzikof
- Décors : Yannis Metzikof
- Costumes : Yannis Metzikof
- Photographie : Andreas Sinanos
- Son : Marinos Athanassopoulos
- Montage : Michael Cacoyannis
- Musique : Stefanos Korkolis et Míkis Theodorákis
- Production :  Playmovie Productions et Michael Cacoyannis
- Pays d'origine :  Grèce
- Langue : grec
- Format :  Couleurs, 1:1,66
- Genre : Comédie
- Durée : 108 minutes
- Dates de sortie : 1992

## Distribution
- Irène Papas
- Stratos Tzortzoglou
- Panos Michalopoulos
- Eleni Yerasimidou
- Antonis Zaharatos
- John Modinos

## Récompenses
- Festival international du film de Thessalonique 1993 : Prix du ministère de la Culture : meilleur film, meilleur acteur, meilleur maquillage